# Mount Barker (South Australia)
Mount Barker ist eine Stadt im Südosten des australischen Bundesstaates South Australia. Mit 10.258 Einwohnern (2016) ist sie die größte Stadt in den Adelaide Hills und liegt ca. 33 km südöstlich des Stadtzentrums von Adelaide am South Eastern Freeway. Dies ist nahe genug an der südaustralischen Hauptstadt, dass viele Leute dorthin pendeln, aber auch weit genug von ihr entfernt, um sich dort auf dem Land zu fühlen. Die schnell wachsende Satellitenstadt ist Verwaltungszentrum der Local Government Area Mount Barker Council und liegt am Fuße eines Berges desselben Namens, ca. 50 km entfernt vom Murray River.
Das Gebiet um die Stadt wurde ursprünglich landwirtschaftlich genutzt, aber – auch wenn noch heute viele Grundstücke im Randbereich als Farmland ausgewiesen sind – werden diese doch in der letzten Zeit zunehmend bebaut und urbanisiert.
Der Berg Mount Barker wurde 1830 von Captain Collet Barker entdeckt, aber dieser wurde 1831 von Aborigines umgebracht. Captain Charles Sturt benannte daher die Stadt bei ihrer Gründung 1834 nach seinem toten Kameraden.
In Mount Barker findet sich eine Polizeistation, eine Wache des Country Fire Service, das Zentrum des State Emergency Service (Katastrophenschutz) in den Adelaide Hills, eine Ambulanzstation und fünf Buslinien.
Mount Barker gehört zum Bundeswahlkreis Mayo und zu den Staatswahlkreisen Kavel und Heysen. Das Mitglied des Bundesparlaments Jamie Briggs beerbte in diesem Wahlkreis den früheren Außenminister Alexander Downer.
Am 16. April 2010, um 23:35 Uhr Ortszeit, war Mount Barker das Epizentrum eines Erdbebens der Stärke 3,8 auf der Richterskala.

## Geschichte
Der Berg Mount Barker wurde zuerst 1830 von Captain Charles Sturt entdeckt, der ihn allerdings für den vorher schon entdeckten Mount Lofty hielt. Captain Collet Barker korrigierte diesen Irrtum, als er die Gegend 1831 vermaß. Sturt benannte den Berg nach seinem Kameraden, nachdem dieser noch im gleichen Jahr von Aborigines in der Murray-Mündung ermordet worden war. Die Entdeckung und Benennung wurde 1834 von König Wilhelm IV. anerkannt, 2 Jahre vor Beginn der Kolonisation von South Australia. Erstmals bestiegen wurde der Berg im Dezember 1837 von den Forschern Robert Cock, William Finlayson, A. Wyatt und G. Barton, als sie die Gegend auf ihrer Expedition von Adelaide zum Lake Alexandrina durchquerten.
1839 wurde das Gebiet um den Mount Barker von Duncan McFarlane vermessen, weil man es für den Getreideanbau verwenden wollte. Das Land wurde in Parzellen zu 320.000 m² (80 Acres) aufgeteilt, aber die ersten Farmer siedelten sich erst 1844 an. John Dunn baute damals die erste dampfbetriebene Mühle außerhalb von Adelaide. Sie wurde 50 Jahre lang betrieben und ist heute eine Touristenattraktion. Alle größeren Gebäude der Stadt entstanden bald danach; ein Postamt (heute erneuert) kam 1860 und eine (ebenfalls heute ersetzte) Polizeistation 1878. 1883 wurde die Eisenbahnlinie von Adelaide nach Strathalbyn gebaut, wurde aber dann aufgelassen und führt heute nur noch als SteamRanger-Museumsbahn bis nach Balhannah.
Am Mount Barker siedelte ursprünglich der Aboriginesstamm der Peramangk. Die Ngarrindjeri aus dem Osten nützten seinen Gipfel auch als Zeremoniengelände und Grabstätte. Überhaupt gilt der Berggipfel als wichtiges Gebiet der Aborigines und vermutlich der heiligste Platz der gesamten Gegend um Adelaide. 1984 versuchten die Ngarrindjeri, den Bau eines Sendemasten für die Polizei dort zu verhindern, und 1987 versuchten sie das Gleiche mit einem Umsetzer für die Telekommunikation. In beiden Fällen waren sie nicht erfolgreich.
Mount Barker hat sich seither zu einem großen städtischen Zentrum entwickelt, das sehr schnell weiterwächst. Die Gegend um die Stadt war 1996–2006 der am viertschnellsten wachsende Distrikt von South Australia: jedes Jahr kamen 3.800 Einwohner (= 3 %) dazu. Heute steht Mount Barker an fünfter Stelle in Wachstum aller Städte in South Australia. In den letzten 10 Jahren sind viele neue Stadtviertel entstanden, wie z. B. Martindale oder Waterford. In dieser Zeit gab es auch einen Wirtschaftsboom in der Stadt und es entstanden einige neue Geschäftsstraßen. Auch ein neues Einkaufszentrum mit einem über 4.000 m² großen Supermarkt soll gebaut werden.

## Geografie
Mount Barker liegt auf den Ebenen um den Berg Mount Barker, etwa zwei Kilometer westlich des Berges auf einer Seehöhe von 360 m.
Die Stadt liegt südlich anschließend an den Southern Freeway von Adelaide nach Murray Bridge. Ihre vier Hauptstraßen gehen sternförmig vom Stadtzentrum aus. Im Westen liegen ein Industriegebiet und die Laratinga Wetlands. Nördlich des Feuchtgebietes befinden sich die Stadtteile Martindale, Waterford und Dalmeny Park. Das Feuchtgebiet wird vom Mount Barker Creek gespeist.

## Klima
|                       | Jan  | Feb  | Mär  | Apr  | Mai  | Jun   | Jul   | Aug   | Sep  | Okt  | Nov  | Dez  |   |      |
| Mittl. Tagesmax. (°C) | 27,1 | 26,7 | 24,6 | 20,4 | 16,5 | 13,7  | 12,8  | 14,2  | 16,4 | 19,3 | 22,5 | 25,0 | ⌀ | 19,9 |
| Mittl. Tagesmin. (°C) | 11,8 | 11,8 | 10,4 | 8,3  | 6,7  | 5,2   | 4,5   | 4,9   | 5,8  | 7,2  | 8,8  | 10,4 | ⌀ | 8    |
|                       |      |      |      |      |      |       |       |       |      |      |      |      |   |      |
| Niederschlag (mm)     | 26,2 | 25,5 | 31,2 | 58,6 | 88,1 | 100,0 | 105,4 | 102,0 | 85,7 | 67,7 | 40,2 | 34,4 | Σ | 765  |

| 11,8 |

| 11,8 |

| 10,4 |

| 8,3 |

| 6,7 |

| 5,2 |

| 4,5 |

| 4,9 |

| 5,8 |

| 7,2 |

| 8,8 |

| 10,4 |

| 11,8 |

| 11,8 |

| 10,4 |

| 8,3 |

| 6,7 |

| 5,2 |

| 4,5 |

| 4,9 |

| 5,8 |

| 7,2 |

| 8,8 |

| 10,4 |

In Mount Barker ist es im Allgemeinen kühler als in Adelaide. Die mittlere Maximaltemperatur beträgt 19,9 °C, die mittlere Minimaltemperatur 8,0 °C. Durchschnittlich fällt 765,2 mm Regen im Jahr. In Mount Barker ist es typischerweise im Februar am trockensten (25,5 mm Regen) und im Juli am feuchtesten (105,4 mm Regen).
Damit ist Mount Barker etwa 2–3 °C kühler als Adelaide (mittlere Temperatur 22,2 °C) und erhält 200 mm mehr Regen.

## Demografie

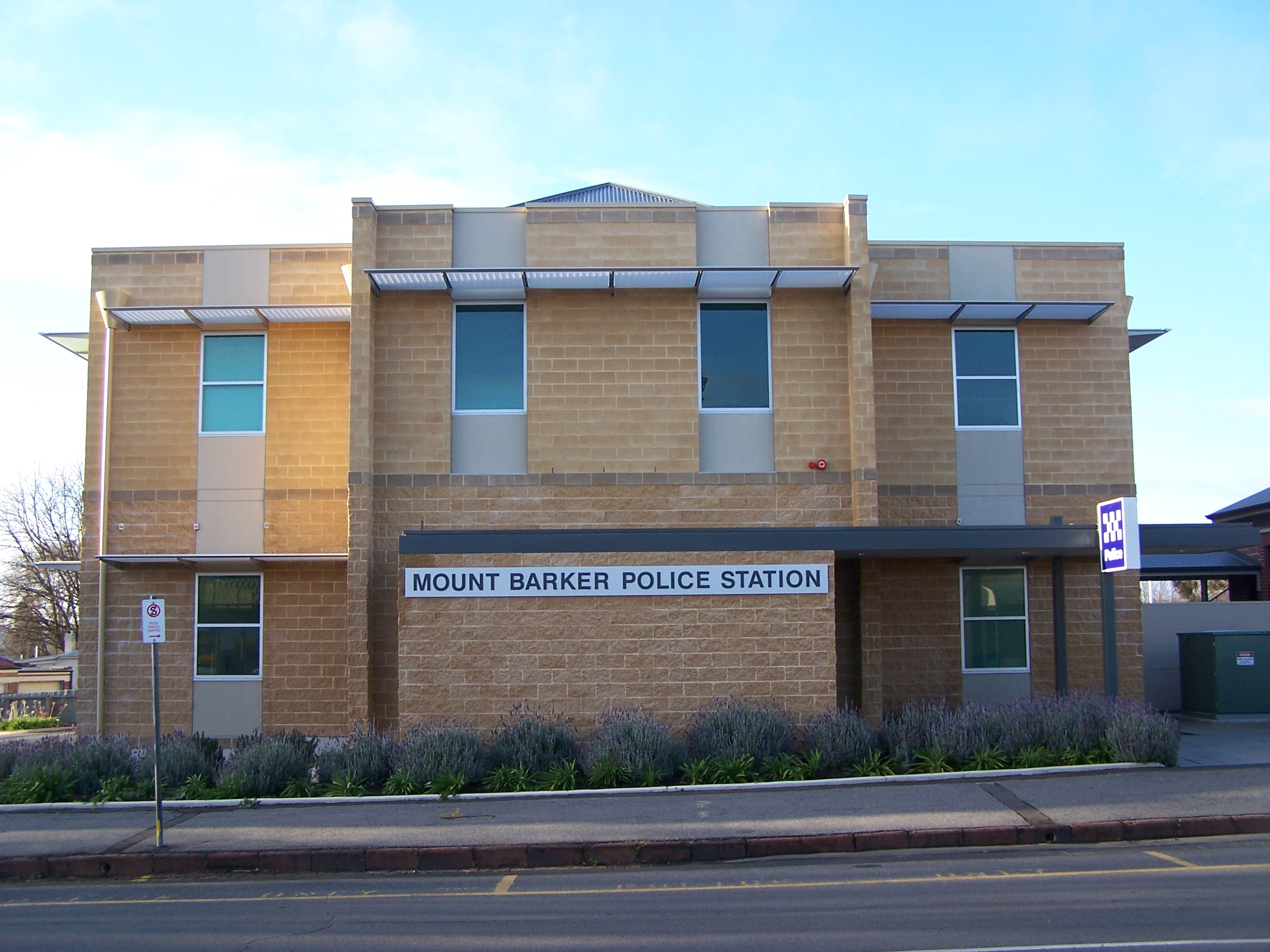
Die kürzlich renovierte 24-h-Polizeistation von Mount Barker

Die Bevölkerung von Mount Barker hat einen überdurchschnittlich hohen Frauenanteil von 52,2 %. 47,8 % der Einwohner sind männlich. Australienweit liegen der Frauen- bzw. Männeranteil bei 50,7 % und 49,3 %. Das Durchschnittsalter liegt bei 37 Jahren, gegenüber 38 Jahren australienweit. 50,2 % der Einwohner sind verheiratet, gegenüber 48,1 % in ganz Australien.
Die meisten Einwohner (79,6 %) sind in Australien geboren. 6,3 % kommen aus England, je 0,8 % aus Südafrika und Neuseeland, 0,7 % aus Deutschland und 0,6 % von den Philippinen. 90,6 %, sprechen nur Englisch zu Hause, 0,5 % sprechen Deutsch, 0,4 % Afrikaans und je 0,3 % Italienisch, Mandarin und Philippinisch.
Insgesamt ist Mount Barker weniger multikulturell als andere Städte des Landes; 79,6 % sind Australier, gegenüber 66,7 % australienweit.
Die Wirtschaft in Mount Barker wächst mit neuen Einkaufszentren und anderen Geschäften, parallel zum Bevölkerungswachstum. Ein neues Stadtviertel mit 1.000 Häusern soll entstehen. Das mittlere Einkommen in Mount Barker beträgt AU-$ 460,-- pro Woche und Einwohner, AU-$ 6,-- unter dem australienweiten Durchschnitt.

## Wirtschaft

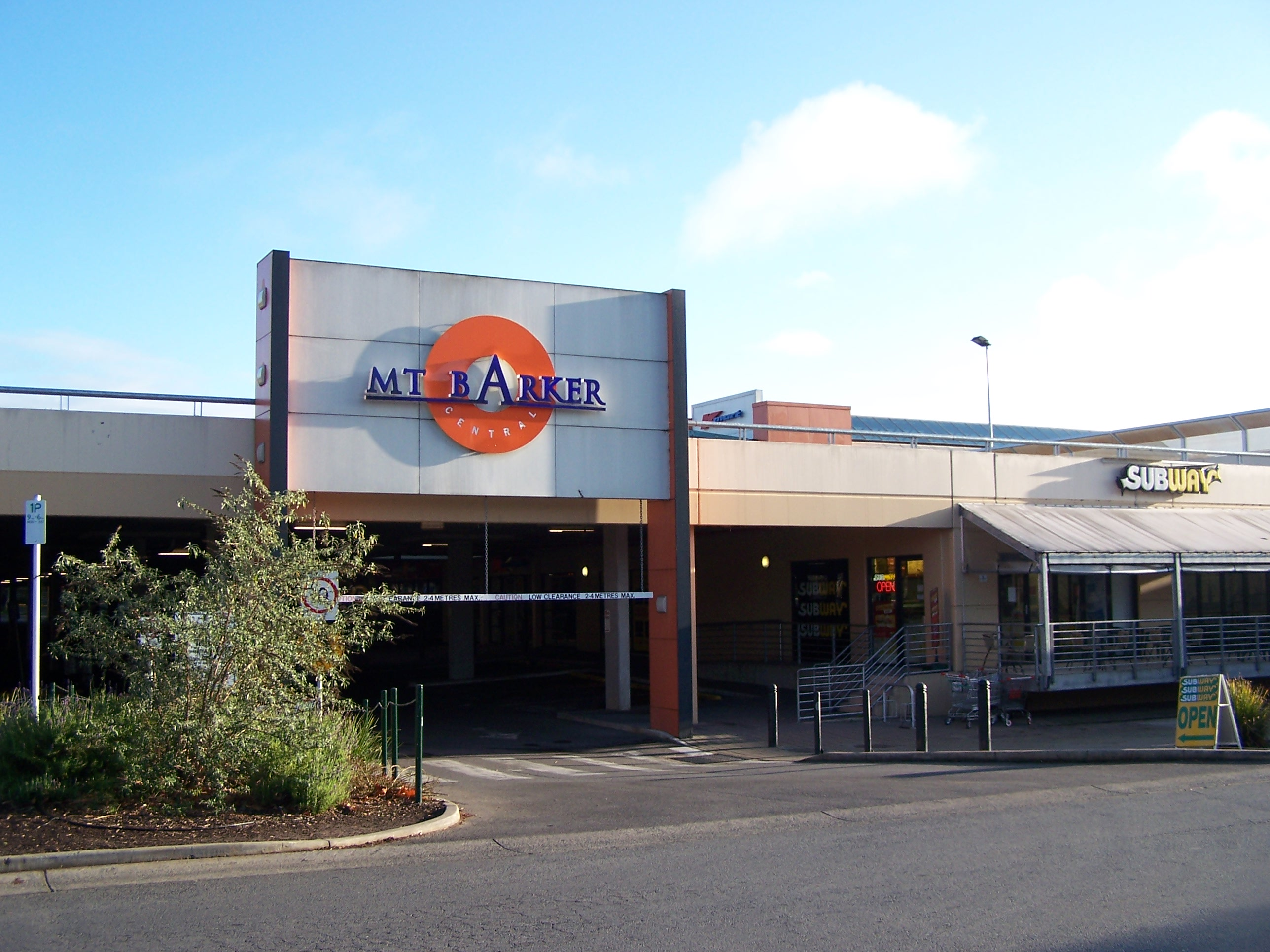
Am Südrand von Mount Barker Central liegt das größte Einkaufszentrum.

Mount Barker besitzt als größte Stadt in den Adelaide Hills viele Geschäfte, 5 Einkaufszentren, 4 Supermärkte und viele Restaurants, Cafés und Fast-Food-Restaurants. Daneben bietet diese Stadt viele Freizeitaktivitäten, wie Wanderwege und ein Kino.

## Erholung

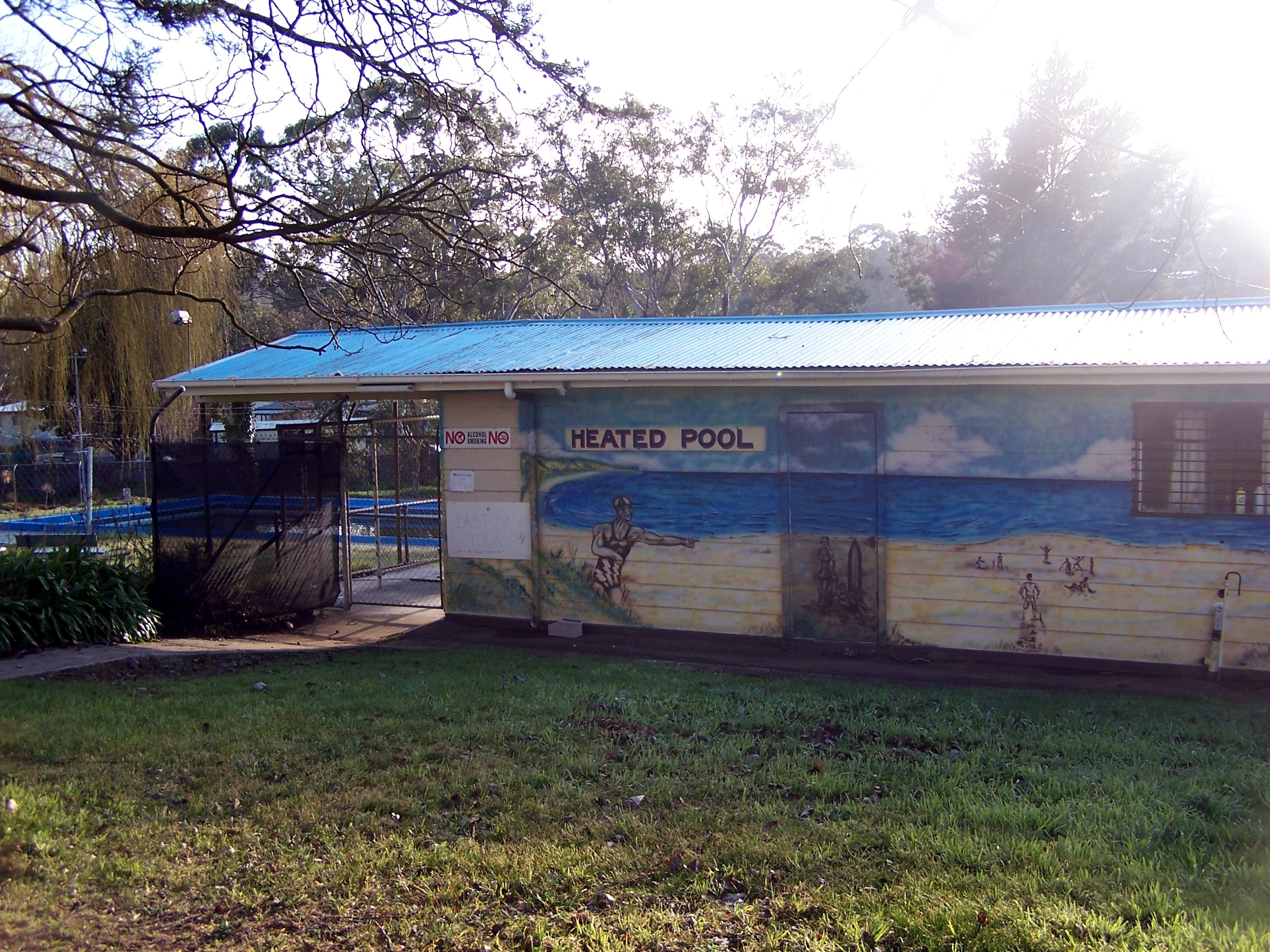
Mount Barker Mountain Pool beim Campingplatz

Mount Barker bietet viele Freizeitaktivitäten. Da gibt es den Linear Trail, einen Spazierweg, der am Keith Stephenson Park beginnt und an einem See, einem Spielplatz und einem Skaterpark vorbeiführt. Der Boggiaclub von Mount Barker ist von Keith Stephenson Park aus auf der anderen Straßenseite. Der Linear Trail führt zu den Laratinga Wetlands und weist eine Gesamtlänge von 3 km auf. Daneben gibt es in den Laratinga Wetlands etliche weitere Wanderwege und einige Grillplätze.
Oberhalb des Keith Stephenson Parks befindet sich das Wallis Cinema. Dieses Kino hat sieben Säle, die alle mit Dolby Digital ausgerüstet sind. Der größte Teil des Kinos ist unterirdisch, nur etwa drei Sitzreihen befinden sich oberirdisch. Nebenan liegt das Auchendorroch Restaurant.
Mount Barker besitzt zwei Stadien, das Mount Barker Oval und Dunn Park. Ersteres liegt direkt neben dem Recreation Centre, wo die Mount Barker Show ebenso stattfindet, wie die örtlichen Football-Spiele. Dunn Park liegt beim Cornerstone College und beim Campingplatz, wird aber nicht mehr so häufig genutzt. Die verschiedenen Schulen in der Gegend besitzen ihren eigenen Sportplätze. Daneben hat Mount Barker ein öffentliches Freibad in der Nähe des Campingplatzes, das von September bis Mai geöffnet ist.
In Mount Barker gibt es einen 18-Loch-Golfplatz bei der Siedlung an der Bald Hills Road. Der Golfplatz ist als Par 70 eingestuft. In Mount Barker findet sich auch SteamRanger, eine Museumsbahngesellschaft, die den dampfbetriebenen Southern Encounter von Strathalbyn und Goolwa nach Victor Harbor fahren lässt.

## Zeitungen
In Mount Barker gibt es eine örtliche Zeitung. The Courier erscheint wöchentlich am Mittwoch. Sie wurde 2006 zur besten Regionalzeitung in South Australia gekürt und nennt sich „The newspaper of the Adelaide Hills since 1880“.

## Infrastruktur
Die wichtigste Straßenverbindung nach Adelaide ist der South Eastern Freeway. Viele Leute führt ihr täglicher Arbeitsweg über diese Straße. Die Stadtregierung setzt sich bei der Staatsregierung und der Bundesregierung laufend für einen weiteren Anschluss an diese Fernstraße ein, da der heutige bereits fast seine Kapazitätsgrenze erreicht hat.

### Öffentliche Einrichtungen

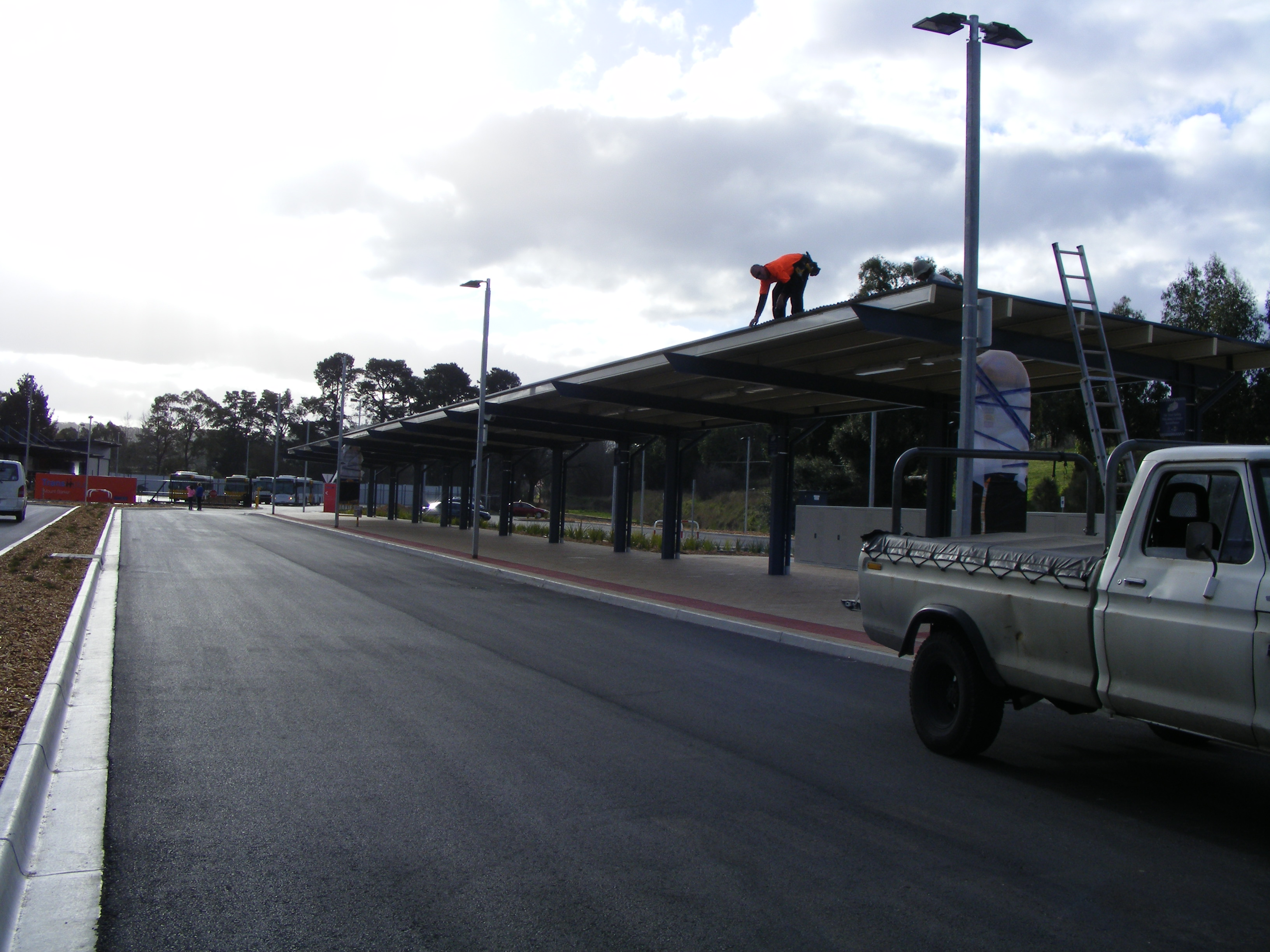
Die Park 'n' Ride-Halterstelle in Mount Barker wird fertiggestellt.

Die Polizeistation wurde kürzlich ausgebaut und ist nun 24 h am Tag geöffnet, ebenso wie die Feuerwache, eine der umtriebigsten im Bundesstaat. Anschließend an den TAFE-Campus liegt eine öffentliche Bibliothek. Das Postamt und das Ärztezentrum sind im selben Gebäude an der Haupteinkaufsstraße von Mount Barker.
Die Ambulanzstation und das Krankenhaus liegen an der Wellington Road, ebenso wie der Katastrophenschutz.
Adelaide Metro betreibt einen täglichen Busservice von Mount Barker nach Adelaide und zurück. Einige Busse fahren direkt, andere über angrenzende Gemeinden, wie Hahndorf und Stirling. Es gibt auch Busse in die angrenzenden Gemeinden, wie Lobethal, Nairne und Strathalbyn, ebenso wie zwei Busse auf Rundstrecken. Für ältere Mitbürger gibt es auch einen Fahrservice direkt vor die Tür.
Alle Buslinien von Mount Barker und Strathalbyn sind in der Mount Barker Park 'n' Ride – Haltestelle miteinander verbunden. Die Einrichtung wurde am 6. Juli 2008 eröffnet. Sie besitzt 183 PKW-Stellplätze, Sicherheitsbeleuchtung, einen Fahrradabstellplatz und einen überdachten Wartebereich.

### Bildungseinrichtungen
Mount Barker besitzt drei Grundschulen, die Mount Barker South Primary School, die Mount Barker Primary School und die St. Mark's Primary School. Letztere ist eine lutherische Schule. St. Francis und Waldorf bieten sowohl eine Grund- als auch eine weiterführende Schule an.
Daneben gibt es noch die Mount Barker High School als staatliche weiterführende Schule und drei Privatschulen, das Cornerstone College der Lutheraner, das katholische St. Frances des Sales College und die Mount Barker Waldorf School. In all diesen Schulen werden Jungen und Mädchen gemeinsam unterrichtet. In den Schulen sind insgesamt ca. 1.500 – 2.000 Schüler aus Mount Barker und den umliegenden Gemeinden eingeschrieben.

## Persönlichkeiten
- Arthur Searcy (1852–1935), Verwaltungsbeamter
- George Pearce (1870–1952), Politiker